# San Diego WildFire
I San Diego WildFire furono una franchigia di pallacanestro della ABA 2000, con sede a San Diego, California.
Tra le squadre fondatrici della nuova ABA disputò la stagione 2000-01, chiudendo la regular season con un record di 8-32, e cambiando tre allenatori nel corso della stagione. Vennero eliminati al primo turno dei play-off dai Chicago Skyliners, poi finalisti.
Si sciolsero al termine della stessa stagione.

## Stagioni
| Stagione | Lega     | Denominazione      | V | P  | %    | Piazzamento | Play-off    |
| -------- | -------- | ------------------ | - | -- | ---- | ----------- | ----------- |
| 2000-01  | ABA 2000 | San Diego WildFire | 8 | 32 | 20,0 | 4º          | Primo turno |